# Seres Zoltán elleni merénylet
A Seres Zoltán elleni merénylet a magyarországi szervezett bűnözés belső háborújának lezárását jelentette. A Seres ellen végrehajtott, igen vakmerő és sikeres merénylet elkövetőit később sem találták meg. A gyilkosság megrendelése mögött a rendőrség Portik Tamás maffiafőnököt sejtette, ám nem tudtak olyan bizonyítékokat felkutatni, amelyek alapján akár Portikot, akár a merénylet más kitervelőit és végrehajtóit bíróság elé állíthatták volna. 

## A merénylet háttere

### Az 1990-es évek maffiaháborúja
Az 1990-es évek közepén a magyarországi szervezett bűnözés különböző csoportjai között fokozódott a feszültség. Az Energol Rt. körül szerveződött bűnözői csoport nagyon jelentős pénztőkét halmozott fel, amelyet a korábban jól jövedelmező üzleti lehetőségeinek beszűkülése miatt főként a szórakoztató- és vendéglátóiparban kívánt befektetni. Ezt a piacot azonban már korábban más maffiacsoportok foglalták el, így a feszültség egyre fokozódott a piacukat védő és a terjeszkedni akaró üzletemberek között. A feszültség végül egy erőszakos bűncselekmények sorát eredményező maffiaháborúba torkollott, amely a modern kori Magyarország történetének legjelentősebb nem világégéshez köthető bűnözési hullámát jelentette.

### Seres Zoltán és Portik Tamás ellentéte
Portik Tamás az általa uralt Energol Rt. olajos bűncselekményeiből származó nagyon jelentős jövedelmét a vendéglátóiparban akarta befektetni. Az eredményes terjeszkedéshez meg kellett törnie a piacot akkor uraló üzletemberek ellenállását. A piacvezetői pozíciót Portik minden eszközzel meg kívánta szerezni, a neki be nem hódoló üzletembereket egyszerűen ki akarta irtani. A legnagyobb vetélytársait Portik egy „halállistán” gyűjtötte össze, e listán pedig előkelő helyen szerepelt Seres Zoltán is. A lista létezéséről már a gyilkosságok kezdete előtti időszakban is tudtak Portik társai.
A Portik és Seres közötti ellentét a szervezett bűnözésben tevékenykedők előtt már a merénylet előtt is ismert volt. Seres és Portik kezdetben üzleti partnerek voltak, Seres részesedés reményében pénzt is adott Portiknak az Energol Rt. elinditásához. Az olajozó vállalkozás fellendülése után azonban Portik nem csak hogy nem szorult Seres támogatására, de ellen is állt neki. Portik nem adta vissza Seresnek az Energolba fektetett 30 millió forintot. Seres Zoltán nem csak nem ijedt meg a nagyra törő Portiktól, de attól sem riadt vissza, hogy fenyegetően lépjen fel Portikkal és embereivel szemben. Seres egy Kálvin téri találkozón megalázta Portikot, tartozásai fejében elvette nagy értékű gépjárművét, illetve Seres emberei megtámadták Portik embereit. A siófoki Pipacs Bár megnyitóján Seres csaknem összeverekedett az Energol Rt. belkereskedelmi igazgatójával, Drobilich Gáborral. Portik csak Seres távozása után érkezett meg a bárba, Seres fellépése az általa nagyra értékelt Drobilich ellen pedig mélységesen felháborította. Portik ekkor az összejövetel nyilvánossága előtt patkánynak nevezte Serest és kijelentette, hogy el kell őt pusztítani.

## A merénylet lezajlása
Seres Zoltán Bentley márkájú autójában hárman foglaltak helyet. A kormánynál Seres Zoltán ült, mellette olasz üzleti partnere utazott. A hátsó ülésen egy férfi ült, akit a sajtó tolmácsként, egyes esetekben pedig testőrként jelöl meg. Seres Zoltánt valódi testőrök is kísérték a saját autójukon utazva, ám ők az események szempontjából a legrosszabbkor maradtak le a védelmezett Bentleytől. A Kisoroszi felé vezető út leágazása közelében egy Kawasaki motorkerékpár várakozott, amelyen ketten foglaltak helyet. A motor vezetője mögött a merénylő ült, kezében egy AK-47-es gépkarabély volt. Seres gépjárművének érkezésekor a motorkerékpár valószínűleg az autó elé sorolt be.
Seres Zoltán Bentley-e a Tahitótfalu központjában lévő Ifjúság útról fordult le a Kisoroszi felé vezető 1113-as útra (Táncsics Mihály utca). A szűk mellékutcában lelassuló személyautó ideális célpontot kínált az előtte haladó motoron utazó merénylőnek. A merénylő tüzet nyitott az autóra. A szélvédőn keresztül 15-20 lövést adott le az autó belterére, majd a motor vezetője gyorsítván lehagyta a megrongálódott személyautót és elhagyta a helyszínt. Az autót vezető Seres Zoltánt több fej-, illetve tüdőlövés érte, amelyek következtében elveszítette uralmát a jármű fölött. Az autó a menetirány szerinti bal oldalra sodródott, majd kis sebességgel haladva kidöntötte az Ady Endre utca buszmegálló tábláját és a Táncsics utca 6-hoz tartozó fészerépület falának ütközött.
A több találatot kapott Seres Zoltán a helyszínen életét vesztette. Súlyosan megsérült olasz üzlettársát kórházba szállították, ahol másnap meghalt. A merényletet sérülés nélkül vészelte át a tolmács, aki meglátta a motor utasának kezében a gépfegyvert, ezért az ülések közé bukott. A merénylők valószínűleg a környező utcákban megfordulva a Duna-hídon át Szentendre felé hagyták el a helyszínt. A gépkarabélyt eldobták, azt nem sokkal a merénylet után a rendőrök megtalálták. Az elhagyott motorkerékpárra később akadtak rá a leányfalui focipálya közelében. A rendőrök e ponton elveszítették támadók nyomát.

## Nyomozás
A nyomozás lezajlásáról és eredményeiről nagyon kevés került nyilvánosságra. Ezen eset jellemzője az általános "nyomszegénység". A nyomozók rendkívül kevés nyomra leltek, amelyek közül szinte semmit sem lehetett bizonyítékként felhasználni.
A sajtóban megjelent, ismeretlen eredetű információk alapján a motorkerékpáron utazó elkövető vékony testalkatú volt. Szintén ismeretlen annak az információnak az eredete, miszerint a merénylők a lövések után megálltak és meggyőződtek a célszemély haláláról. Egyes információk szerint a merénylők a fegyvert a helyszínen hagyták, a sajtóban korábban elterjedt változat szerint máshol dobták el. A fegyverről a nyomozók DNS-mintákat igyekeztek rögzíteni, legalábbis erre utal az, hogy az ügyben 2013-ban még zajló nyomozás során hiába keresték a gyanúsított DNS-mintáját a fegyveren megtaláltak között. 
Jelentősebb reményekkel kecsegtetett a Leányfalun hátrahagyott motor megtalálása. A rendőrök a motorkerékpárról megállapították, hogy azt nem sokkal korábban egy hirdetésből választották ki a merénylők. A motorkerékpárról DNS-nyomokat rögzítettek, ám ezek egyike sem egyezett a később megvizsgáltak mintáival. Ugyancsak találtak a motorkerékpáron és a mellette hagyott sisakon ujjlenyomatokat és hajszálakat.
A kettős gyilkosság az egyik legjelentősebb olyan életellenes magyarországi bűncselekmény, amelynek elkövetői és megrendelői ismeretlenek. A nyomozást a 2000-es évek végén a rendőrség lezárta. Portik Tamás 2012-es letartóztatása után a nyomozást újraindították, majd elfogták és a merényletben való részvétellel gyanúsították meg Bíró Lászlót. A nyomozók azonban nem tudták bizonyítani Bíró részvételét, így a férfit 2013-ban az ügyészség kezdeményezésére szabadon engedték, 2014-ben azt ügyet ismét lezárták. Az emberölési ügyek Magyarországon nem évülnek el, így új információk keletkezése esetén a nyomozás újraindítható.

## Lehetséges elkövetők

### Portik Tamás köre
A merénylet legvalószínűbb elkövetője az Energol Zrt. körül csoportosuló bűnözői kör. Portik Tamás és Seres Zoltán ellenséges viszonya a korabeli alvilágban ismert volt. A Portik környezetéhez tartozó Jozef Roháč már korábban is megkísérelte megölni Serest, ugyanakkor az motorkerékpárral történő elkövetésre részéről nem volt több példa. Rendszeresen említi a sajtó elkövetőként a néhány évvel később rejtélyesen eltűnt Radics Attilát, aki szeretett motorozni és egyszer már követte Seres Zoltánt motorkerékpárral, ugyanakkor Radics testalkata nem illik az atletikusként leírt elkövetőre.

### Titkosszolgálatok
Seres Zoltán az egykori Szovjetunió titkosszolgálati kapcsolatokkal is rendelkező polgáraiból szerveződött közép-európai maffia műveleti vezetőjeként is működött. A szovjet titkosszolgálat bűnözésbe bekapcsolódó emberei a bűnözésből befolyó tőke segítségével kapcsolatokat építettek a politika, a gazdaság és a kultúra irányába is, ezzel nagyon jelentős biztonsági kihívás elé állították Magyarország, Csehország és Szlovákia bűnüldöző szerveit. Seres irányította Szemjon Mogiljevics és Leonyid Stecura vezetésével működő szervezett bűnözői kör végrehajtó embereit.
A titkosszolgálati szál felvetése Tasnádi Pétertől származik, aki a merénylet idején Seres jóbarátja volt. Tasnádi elsőként Seres meggyilkolása után néhány nappal a Napkeltében említette, hogy a titkosszolgálatok is állhattak a merénylet mögött. Évekkel később Tasnádi megismételte álláspontját és elmondta, hogy a merénylet előtt Seres Zoltán figyelmeztette őt arra, hogy a Nemzetbiztonsági Hivatal az életükre tör. Lehetséges, hogy nem magyar, hanem külföldi titkoszolgálat állt a Seres elleni merénylet mögött. A szlovák titkosszolgálathoz is kapcsolatokkal rendelkező Rohač 1997-ben már megpróbált bombával végezni Seressel, a merénylet azonban nem sikerült.
Tasnádi állítása arra utalhat, hogy a magyar (vagy szlovák) titkosszolgálat nem látott más lehetőséget a legveszélyesebb bűnözőktől történő megszabadulásra, mint azok meggyilkolása. A titkosszolgálatok esetleges érintettségére utalhat az, hogy a merényletet profi módon, minimális mennyiségű nyomot hátrahagyva kivitelezték. Az ügyben zajlott rendőrségi vizsgálat később semmilyen olyan bizonyítékot nem tárt fel, amely a magyar vagy a szlovák titkosszolgálatok érintettségét alátámasztaná.